# Sanrio
Sanrio Co., Ltd. (サンリオ) är ett japanskt företag grundat år 1960 av Shintaro Tsuji. Företaget tillverkar ett stort utbud av produkter som pryds med söta figurer, den mest kända och framgångsrika av dem heter Hello Kitty. Sanrio är ett börsnoterat företag i Japan och omsatte 76 miljarder yen (ca 6,1 miljarder kronor) mellan 1 april 2010 och 31 mars 2011. Sanrio har filialer världen över och verksamheten sköts på lokal basis, bland annat i USA av Sanrio Inc. respektive i Europa av Sanrio GmbH Hamburg.

## Sanrios karaktärer
- Hello Kitty (ハローキティ) är en feminin karaktär som skapades 1976. Hon är Sanrios populäraste karaktär och fyller år den 1 november.
- My Melody (マイメロディ) liknar en kanin och skapades 1975. Hon är Sanrios populärste karaktär efter Hello Kitty. My Melody föddes i skogen Mari Land den 18 januari. Hon bor med hennes mamma, pappa, mormor och bror, Rhythm. Hennes favorithobby är att baka kakor tillsammans med hennes mamma. Hennes favoritmat är mandelkaka, vilket hon gärna äter med sin bästa vän, musen Flat.
- Little Twin Stars består av tvillingarna Kika och Lala och skapades 1975. De föddes 24 december på Star of Compassion, och drömmer mycket om livet på jorden som de hört många berättelser om. Little Twin Stars var populära genom åttiotalet.
- Kero Kero Keroppi (けろけろけろっぴ) och är en groda skapad 1987 .
- Daniel Star (ダニエル・スター) är Hello Kittys pojkvän skapad 1993. Hello Kitty och Daniel Star är jämngamla. På engelska heter han Dear Daniel.
- Bad Badtz-Maru (バッドばつ丸) är en bevingad karaktär skapad1993, vars namn direkt översatt betyder "Den elaka rätt och fel". ばつ betyder "fel" på till exempel ett test och visas oftast med tecknet X, medan 丸 är kanjit för en cirkel och betyder "rätt".
- Pom Pom Purin (ポムポムプリン) är en golden retriever skapad 1996.
- Kuromi (クロミ) är Sanriofamiljens tomboy skapad 2005. Hon älskar att ställa till med trubbel. Trots att hon må se tuff ut är hon en romantiker och hennes hobby är pojkar. Hennes favoritfärg är svart men gillar alltid att blanda upp med något färggrant.
- Jewelpet (ジュエルペット) är en japansk leksaks- och teveserie skapad 2008 i ett samarbete mellan Sanrio och Sega Toys. Serien består av en mängd olika djur döpta efter olika slags juveler och ädelstenar. Dessa bor i en magisk fantasivärld vid namn Jewel Land. De olika djuren har glittrande juveler som ögon, vilka ger dem en magisk kraft som kallas Jewel Flash. I norden distribueras leksakerna av Scanditoy. Den tillhörande animeserien började sändas på TV Osaka och TV Tokyo i Japan 2009.
- Gudetama (ぐでたま) är en lat äggula som ifrågasätter det mesta och förefaller att vara deprimerad. Gudetama vilar ofta på en äggvita.